# Inmaculada Rodríguez-Piñero

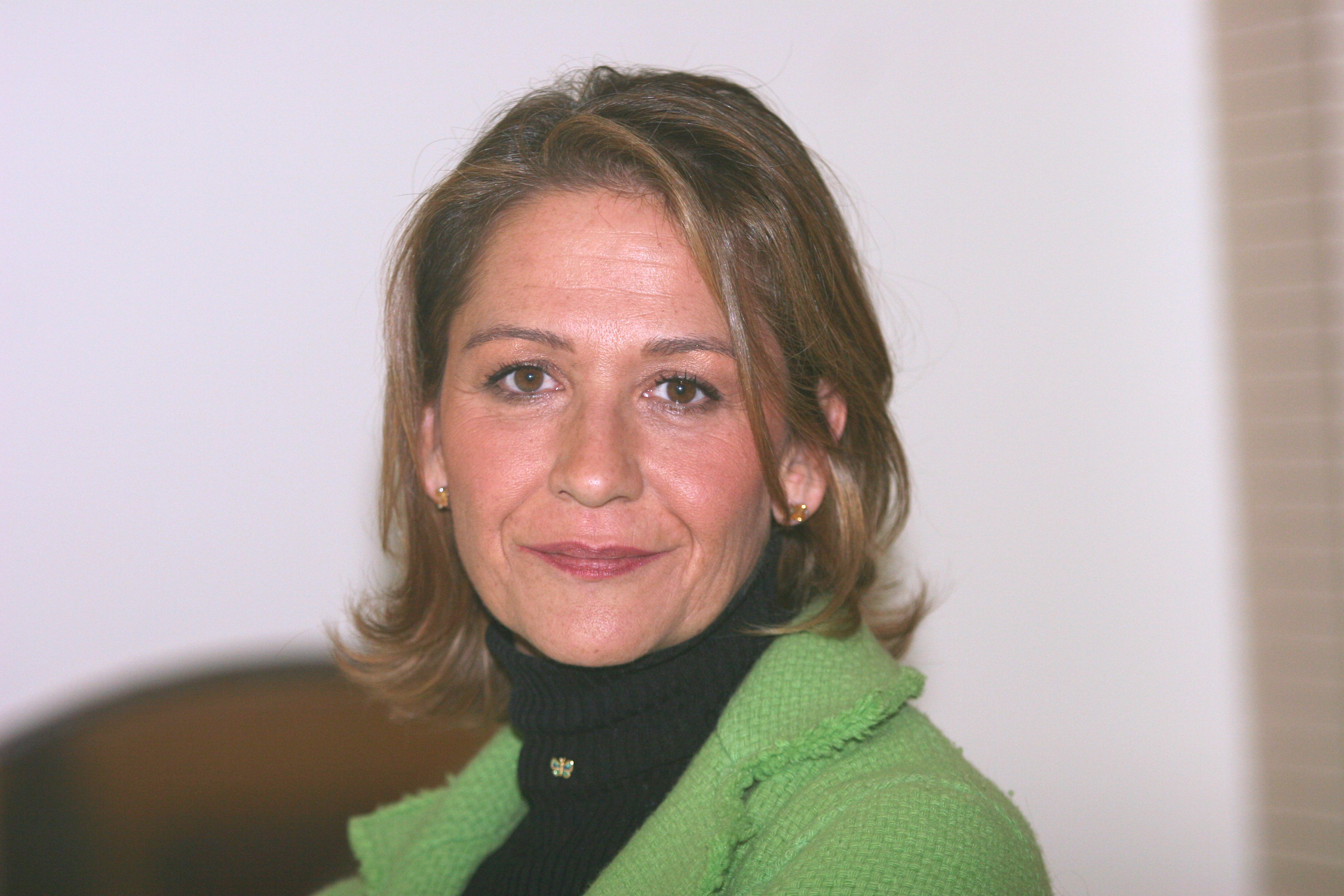
Inmaculada Rodríguez-Piñero

Inmaculada Rodríguez-Piñero (* 7. Januar 1958 in Madrid) ist eine spanische Politikerin der Partido Socialista Obrero Español.

## Leben
Inmaculada Rodríguez-Piñero studierte Wirtschaftstheorie an der University of Minnesota. Vom 9. März 2008 bis 9. April 2009 und vom 13. Dezember 2011 bis 1. Juli 2014 war sie Abgeordnete im Congreso de los Diputados. Seit 2014 ist Rodríguez-Piñero Abgeordnete im Europäischen Parlament. Dort ist sie Mitglied im Ausschuss für internationalen Handel und in der Delegation im Gemischten Parlamentarischen Ausschuss EU-Chile.
Sie ist verheiratet und hat zwei Kinder.